# Томас Меттью Крукс

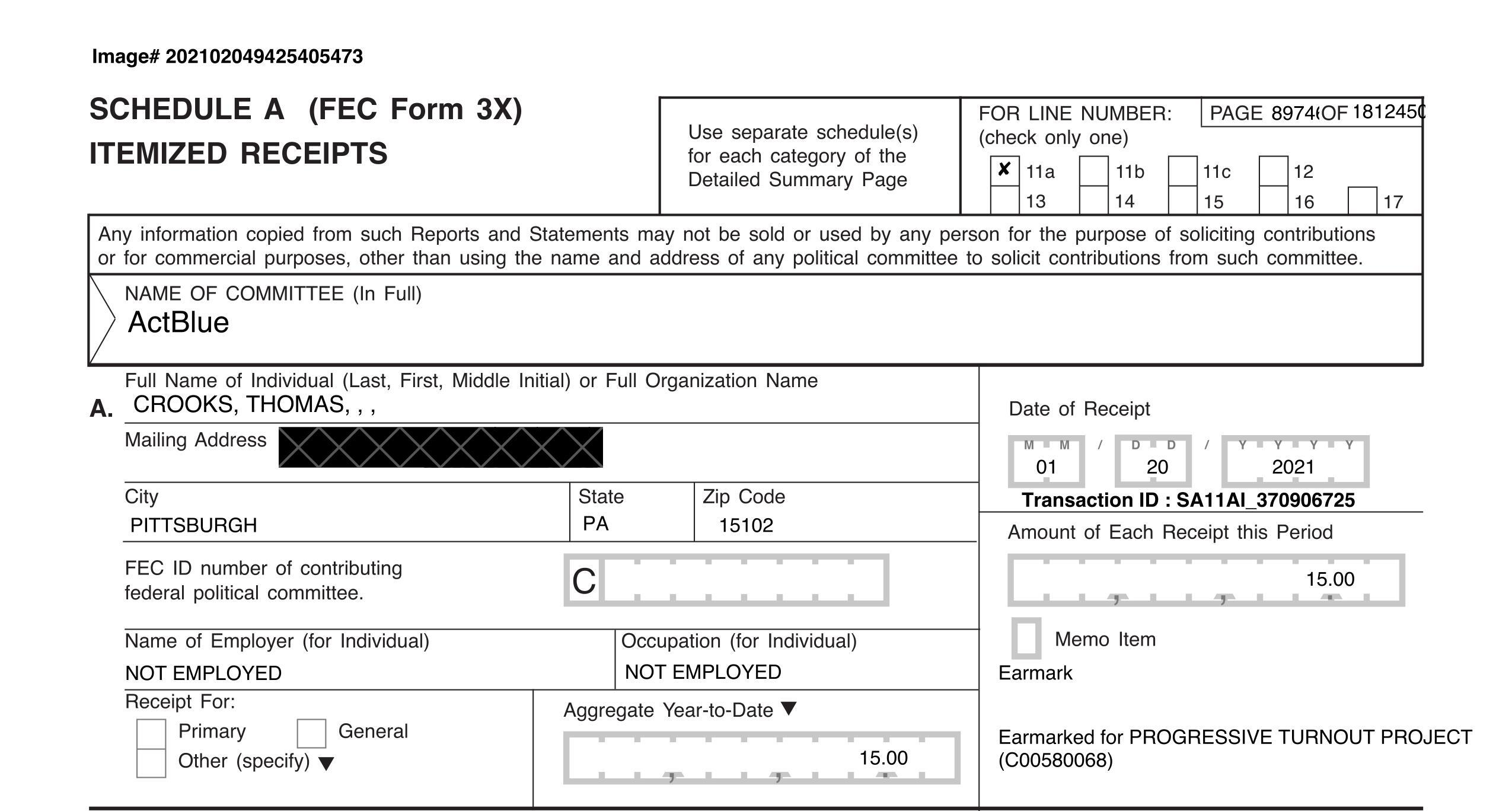

Томас Меттью Крукс (англ. Thomas Matthew Crooks; 20 вересня 2003, Бетел-Парк, Пенсільванія — 13 липня 2024, Батлер, Пенсільванія, США) — американець, підозрюваний у замаху на Дональда Трампа під час передвиборної промови 13 липня 2024 року.

## Біографія
Народився у Бетел-Парк, штат Пенсільванія, передмістя Піттсбурга. Не мав кримінального минулого. У 2022 році закінчив середню школу Бетел-Парк.
Отримав нагороду у розмірі 500 доларів США National Math & Science Initiative Star Award за академічні досягнення в галузі науки від Національної ініціативи з математики та природничих наук. Захоплювався шахами та відеоіграми, а також навчався програмувати. Під час навчання пробував виступати в шкільній команді зі стрільби з гвинтівки, але не потрапив до команди через погані результати під час пробних змагань.
Не мав чітких політичних уподобань. У віці 17 років він пожертвував 15 доларів організації зі збирання коштів Демократичної партії ActBlue 20 січня 2021 — в день інавгурації Джо Байдена. Після свого 18-річчя він зареєструвався як електорат-республіканець у вересні того ж року. Востаннє він голосував на виборах у Пенсільванії у 2022 році.
За два місяці до стрілянини здобув ступінь доцента з інженерних наук у громадському коледжі. У 2024 році працював помічником з дієти в місцевому будинку престарілих.

## Замах на Дональда Трампа
13 липня 2024 р. Крукс, озброєний гвинтівкою типу AR, піднявся на дах будівлі, розташованої на відстані близько 120 метрів від сцени, де виступав кандидат у президенти США від Республіканської партії Дональд Трамп перед присутніми на території виставки Butler Farm Show. Першим пострілом Крукс зачепив праве вухо Трампа. Наступні постріли не потрапили в ціль і вразили кількох осіб, що перебували поряд із Трампом. Один чоловік (пожежник Корі Компараторе) загинув, ще двоє (Девід Датч та Джеймс Копенхавер) отримали серйозні поранення. Оскільки будинок, де перебував Крукс знаходився за межами зони безпеки, йому вдалося обійти або уникнути бар'єрів безпеки, залізши на дах. Тим не менше, Крукс був поранений у голову контрснайперською командою Секретної служби відразу після замаху.
Загинув на місці злочину.
Замах Томаса Метью Крукса на Дональда Трампа має низку співпадінь та алюзій із сюжетною лінією головного героя роману Стівена Кінга «Мертва зона».